# Bathyphantes sarasini
Bathyphantes sarasini là một loài nhện trong họ Linyphiidae.
Loài này thuộc chi Bathyphantes. Bathyphantes sarasini được Lucien Berland miêu tả năm 1924.